# تيم كولينز (لاعب كرة قاعدة)
تيم كولينز (بالإنجليزية: Tim Collins)‏ هو لاعب كرة قاعدة أمريكي، ولد في 21 أغسطس 1989 في ورسستر في الولايات المتحدة.

## وصلات خارجية
- تيم كولينز على موقع دوري كرة القاعدة الرئيسي (الإنجليزية)
- تيم كولينز على موقعبيزبول رفرنس.كوم (الدوري الرئيسي) (الإنجليزية)
- تيم كولينز على موقعبيزبول رفرنس.كوم (الدوري الثانوي) (الإنجليزية)
- تيم كولينز على موقع إي إس بي إن.كوم (أم.أل.بي) (الإنجليزية)
- تيم كولينز على موقع مشجعي الرسوم البيانية (الإنجليزية)